# Siv Larssons dagbok
Siv Larssons dagbok är en bossa/jazzlåt baserad på Chega de Saudade (komponerad av Antonio Carlos Jobim) med svensk text av Tage Danielsson och insjungen av Monica Zetterlund på albumet Ohh! Monica (1965). Det svenska "originalarrangemanget" är snarlikt João Gilbertos inspelning av Chega de Saudade, men mindre originaltrogna covers har spelats in, bland annat av Idun & Arne Duo på To stemmer og en gitar.